# 扎哈羅沃區

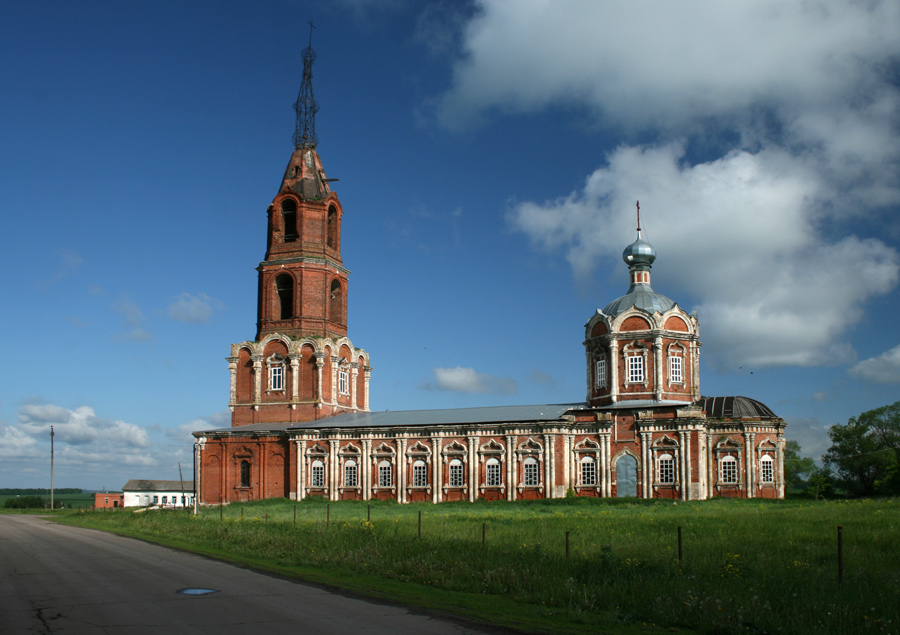

54°21′59″N 39°16′45″E / 54.36639°N 39.27917°E
扎哈羅沃區（俄语：Захаровский район），是俄羅斯的一個區，位於該國西部，由梁贊州負責管轄，面積985.9平方公里，2010年該地區人口9,136，人口密度每平方公里9.27人。